# The KLF
The KLF (також відомі під назвами The Justified Ancients of Mu Mu, The JAMs, The Timelords) — це британський музичний гурт, один з головних учасників британського ейсід-хаус-руху кінця 80-х початку 90-х років.

## Склад
- Білл Драммонд (Bill Drummond)
- Джимі Коті (Jimmy Cauty)

## Дискографія
- The Justified Ancients of Mu Mu: 1987 (What the Fuck Is Going On?) (The Sound of Mu(sic), 1987)
- The Justified Ancients of Mu Mu: Who Killed The JAMs? (KLF Communications, 1988)
- The Justified Ancients of Mu Mu/The KLF/The Timelords: Shag Times (KLF Communications, 1988)
- The Justified Ancients of Mu Mu/The KLF/The Timelords: The History of The JAMs a.k.a. The Timelords (TVT Records, 1989)
- The KLF/Various Artists: The "What Time Is Love?" Story (KLF Communications, 1989)
- The KLF: Chill Out (KLF Communications, 1990)
- Space: Space (KLF Communications, 1990)
- The KLF: The White Room (KLF Communications, 1991)